# Losino
Vous lisez un « bon article » labellisé en 2025.
Le Losino (espagnol : caballo losino) est une race de petits chevaux originaire de la vallée de Losa, au nord de la Province de Burgos dans la communauté autonome de Castille-et-León, en Espagne. Comme de nombreux autres chevaux de travail, il est quasiment abandonné avec la motorisation des transports. Seuls une trentaine d'individus subsistent en 1986. La race est alors préservée à Pancorbo en élevage conservatoire, sur action du gouvernement espagnol.
Le Losino est un petit cheval anguleux, de robe généralement noire. Ses crins très abondants l'aident à vivre en extérieur par toutes les saisons, à l'état semi-sauvage et en troupeaux de six à dix individus. Il peut aussi être monté par des enfants et en randonnée équestre. Propre à l'Espagne, la race compte 965 sujets en 2023.

## Dénomination
D'après la base de données DAD-IS, cette race de chevaux est connue sous les noms espagnols de Losina, caballo Losino, Jaca Burgalesa, et enfin El caballo de Las Merindades,. Losina est considéré comme le nom le plus courant par la FAO, cependant la thèse du chercheur espagnol Dr Jesús María Martínez-Sáiz et l'étude de M. Valera et al. à laquelle il a participé utilisent le nom caballo losino. Dans les deux cas, ce petit cheval a reçu son nom de son biotope d’élevage historique, la Valle de Losa,. D'après Giacomo Giammatteo, cela justifie l'usage d'une initiale en majuscule pour nommer la race, Losino en anglais. 
Ian Mason utilise en 1960 le nom anglais de Spanish Losino Pony,. Il décrit cette race en 1969 dans son œuvre A World Dictionary of Livestock Breeds Types and Varieties.

## Histoire
Trois races de chevaux espagnoles d'origine celtique provenant de l'Atlantique ont une nette proximité génétique : la Jaca Navarra, le poney galicien et le Pottok. Le Losino est génétiquement séparé de ces trois races.
Il a été rapproché en 2004 de restes de chevaux sauvages de la sierra d'Atapuerca datés du Pléistocène, cependant l'origine de tous les chevaux domestiques du monde est établie dans la steppe pontique (d'après une vaste étude publiée dans Nature en 2021) environ 2 000 ans av. J.-C., ce qui rend la thèse d'une origine préhistorique du Losino invalide. D'après Martínez-Sáiz et al., il appartient au tronc des races de chevaux cantabriques-pyrénéennes, avec le Garrano, le Galicien, l'Asturcón, le Thieldon, le Soriano, le cheval navarrin, le Pottok, le cheval de Mérens et le cheval catalan.
Ses origines exactes restent peu connues et ont fait l'objet de multiples hypothèses. L'influence de chevaux carthaginois, du cheval ibérique, de l'Arabe et du poney celte est citée,,. 

### Apogée du Losino
Alonso de Herrera cite en 1513 des chevaux célèbres et puissants élevés dans la province de Burgos. 
C'est probablement entre 1900 et 1905 que la race de chevaux élevée dans la vallée de la Losa connaît son apogée. Le premier recensement, en 1933, indique 1 455 têtes, cependant le Losino était sans doute plus répandu car sa population recensée atteint les 10 000 têtes dans les années 1940. Sainz de Baranda le décrit en 1950 comme un petit cheval agile, sobre et particulièrement apte au travail. La race est élevée sur un territoire d'environ 50 km2.
En raison de son biotope d'élevage, le Losino « est contraint, à différentes périodes de l'année, à subir des jeûnes prolongés » ; il est particulièrement maigre à l'arrivée du printemps, la repousse de l'herbe lui permettant de retrouver une bonne constitution.

### Déclin et sauvegarde

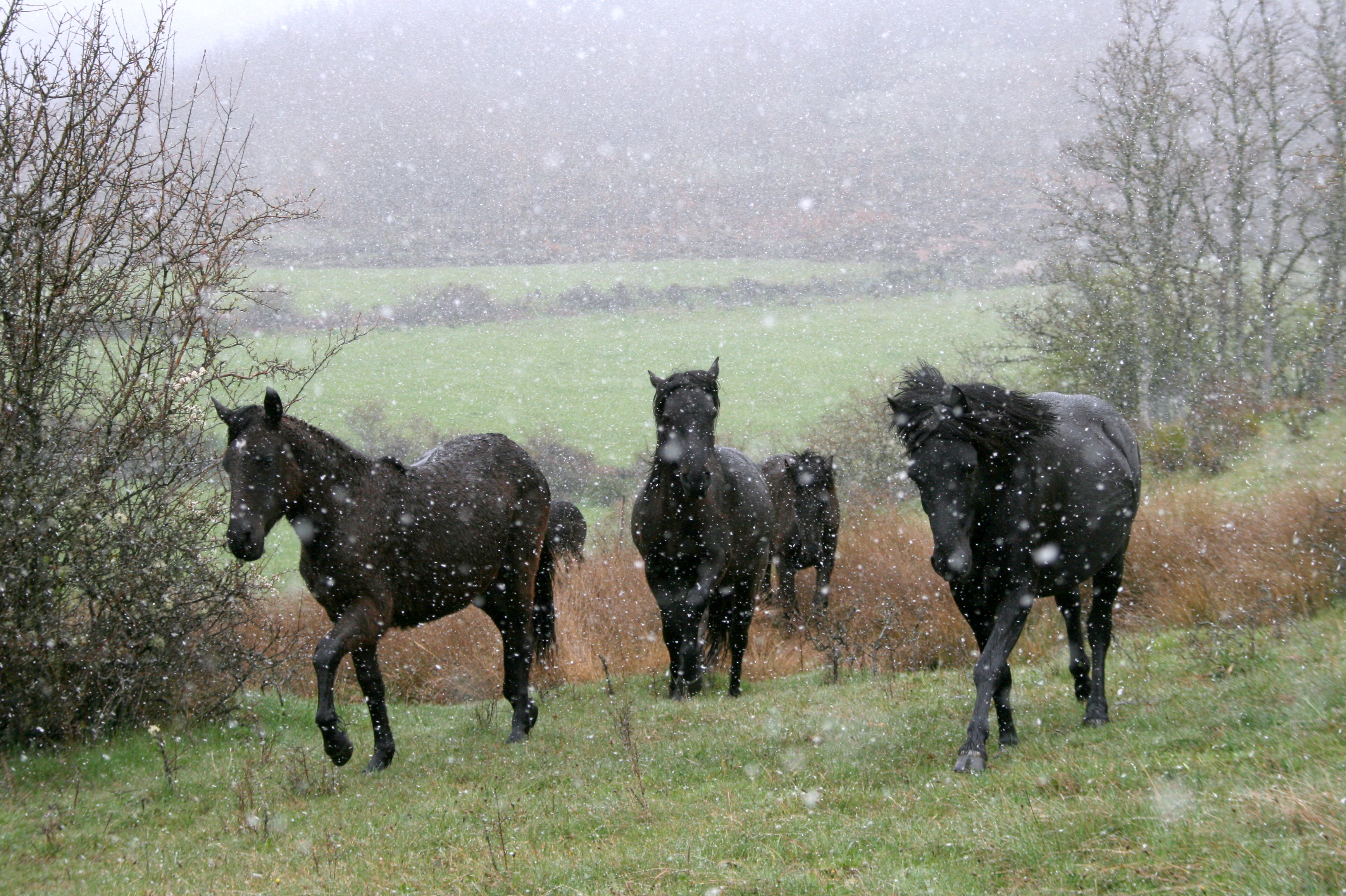
Groupe de Losino à la Reserva y Centro de Interpretación del Bisonte Europeo de San Cebrián de Mudá, à Palencia.

Le Losino est traditionnellement utilisé jusque dans les années 1950, mais la motorisation des transports et le croisement avec des races de chevaux lourds l'ont presque fait disparaître,. Les croisements des juments avec des baudets pour donner des mules sont aussi responsables de son déclin. Dans les années 1970, sa population passe sous les 4 000 individus,. C'est au début des années 1980 que la race devient critiquement menacée d'extinction. Il n’en reste alors qu’une trentaine d’individus. 
La création d’un centre d’élevage en liberté et de sélection à Pancorbo en 1986 a redressé les effectifs,,, sous l'impulsion du Dr Ricardo de Juana qui dirige ce centre. De 1986 à 1998, les accouplements sont gérés dans ce noyau de Pancorbo avec trois étalons sélectionnés pour leurs caractéristiques typiques de la race. Un décret royal paru en 1995 fait prendre conscience de la nécessité de sauvegarder cette race. Son registre généalogique est créé en 1998. Un Centre d'élevage et une association d'éleveurs sont créés en 2000, et se fixent pour objectif d'étudier génétiquement ces chevaux.
D'après un recensement mené en décembre 2001, il reste alors 169 Losino. Le cheptel atteint les 200 têtes en 2005.

## Description
L'encyclopédie de CAB International (CABI) le rattache au groupe des chevaux espagnols jaca serrana (poneys des montagnes), qui regroupe toutes les races de petits chevaux des régions montagneuses du nord du pays.

### Taille et poids
Selon un collectif d'auteurs qui étudie les races autochtones espagnoles en 2003, le Losino toise en moyenne de 1,35 m (pour les femelles) à 1,40 m (pour les mâles). Cependant, la base DAD-IS enregistre une moyenne de 1,33 m chez les femelles et 1,39 m chez les mâles, tandis que CABI indique une fourchette de 1,20  à   1,47 m. Seuls les chevaux de plus de 1,20 m peuvent être inscrits au registre généalogique, et le maximum admis est de 1,47 m au garrot,. Ce poney est plus grand que les races voisines du nord de la péninsule ibérique.
Le poids va de 330  à   350 kg selon DAD-IS, ; 300  à   350 kg selon CABI. De manière générale, les sources indiquent une fourchette de 300  à   400 kg.

### Morphologie
Le Losino a conservé moins d'influence du poney celte que les races locales voisines, ce qui lui donne une apparence plus proche du cheval de Pure race espagnole. La morphologie générale est anguleuse et médioligne. Cela permet de le distinguer des autres races de petits chevaux du nord de l'Espagne.
La tête est grande mais courte et large, surmontés de grands yeux. Le front est plat. Le profil de tête présente une forme de « S », avec une légère ondulation au niveau du nez. Les oreilles sont petites et légèrement incurvées vers l'intérieur. Les naseaux sont larges et les lèvres épaisses.

Tête du Losino
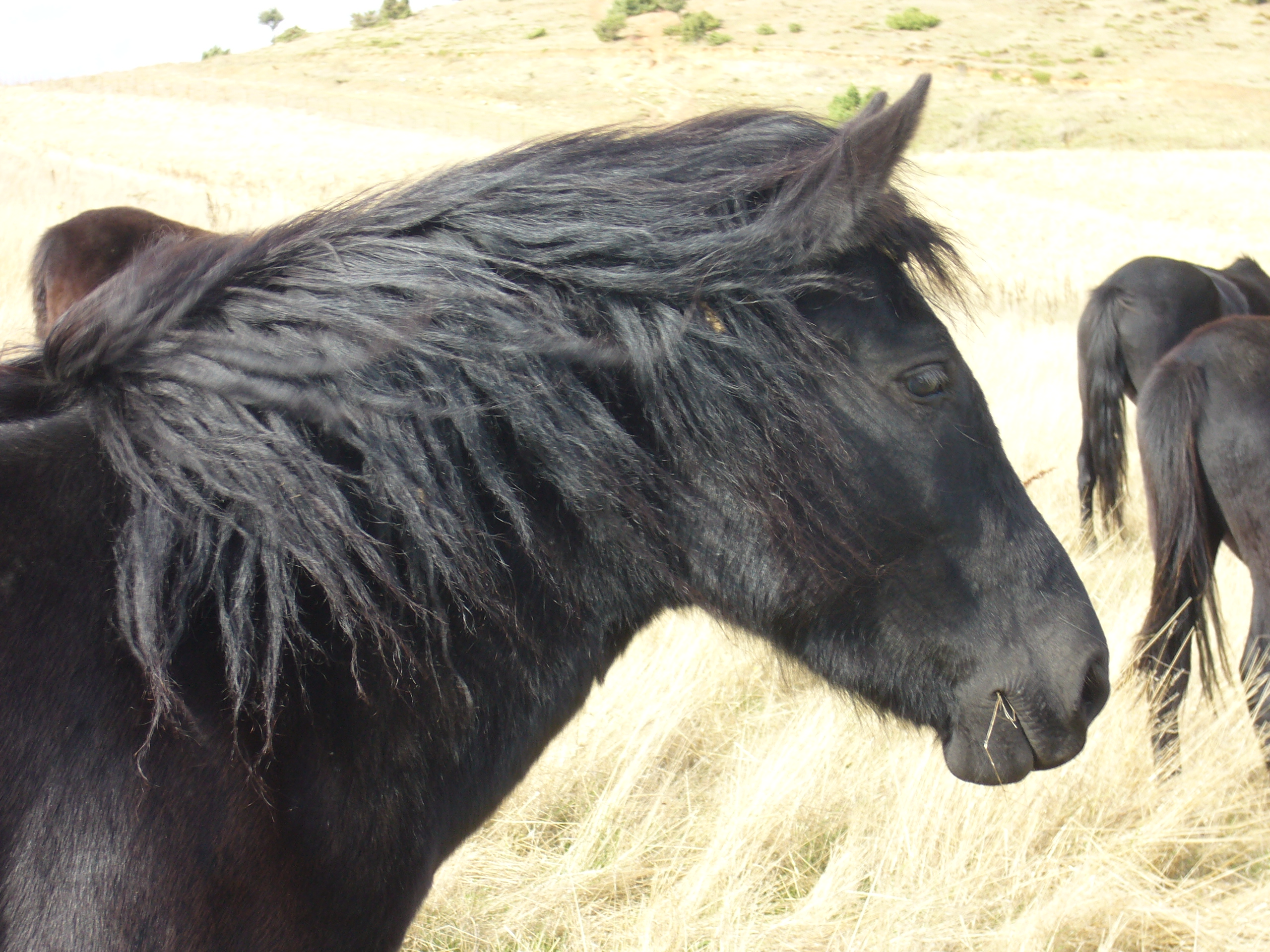
Profil droit.
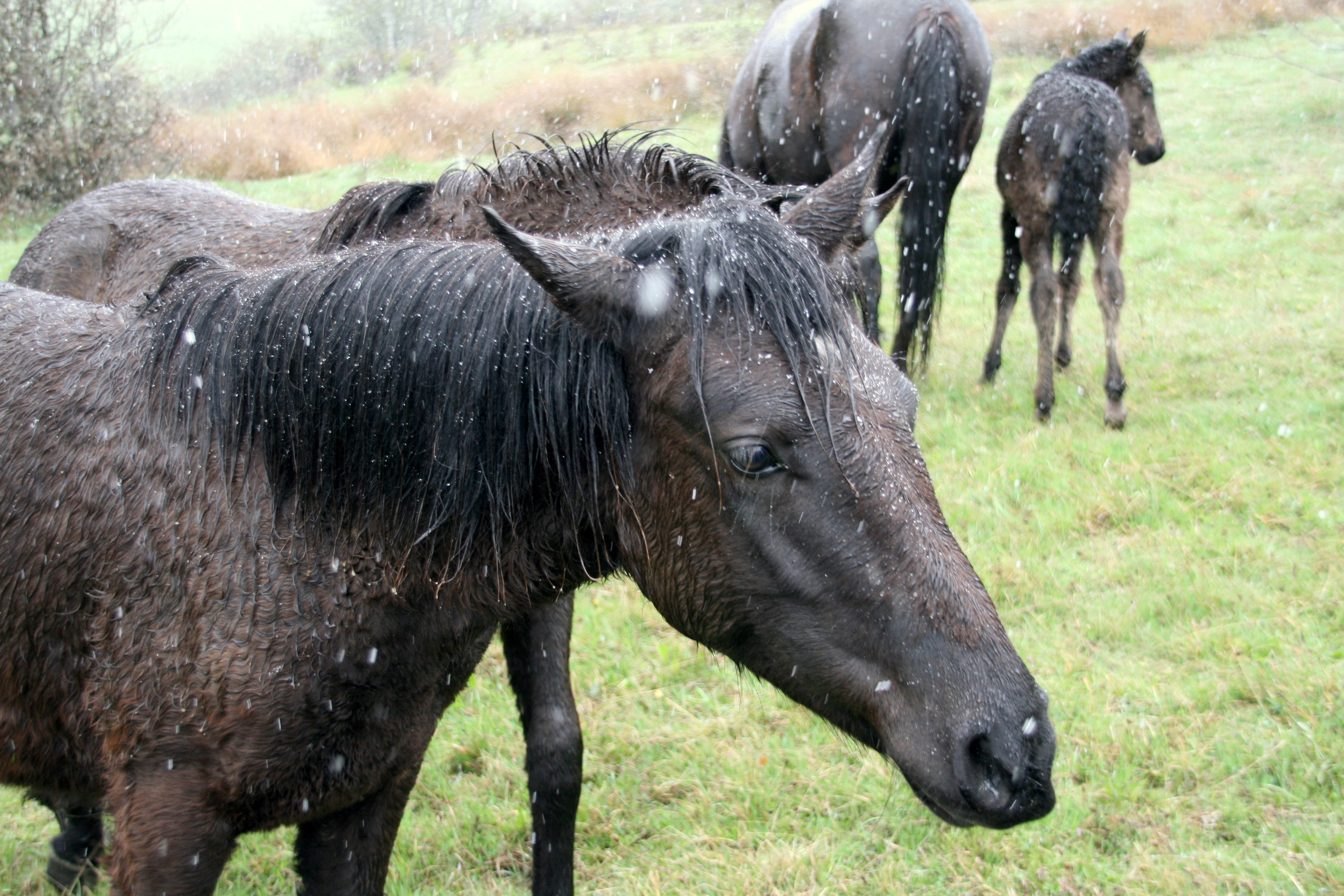
Vue de trois quart droit.
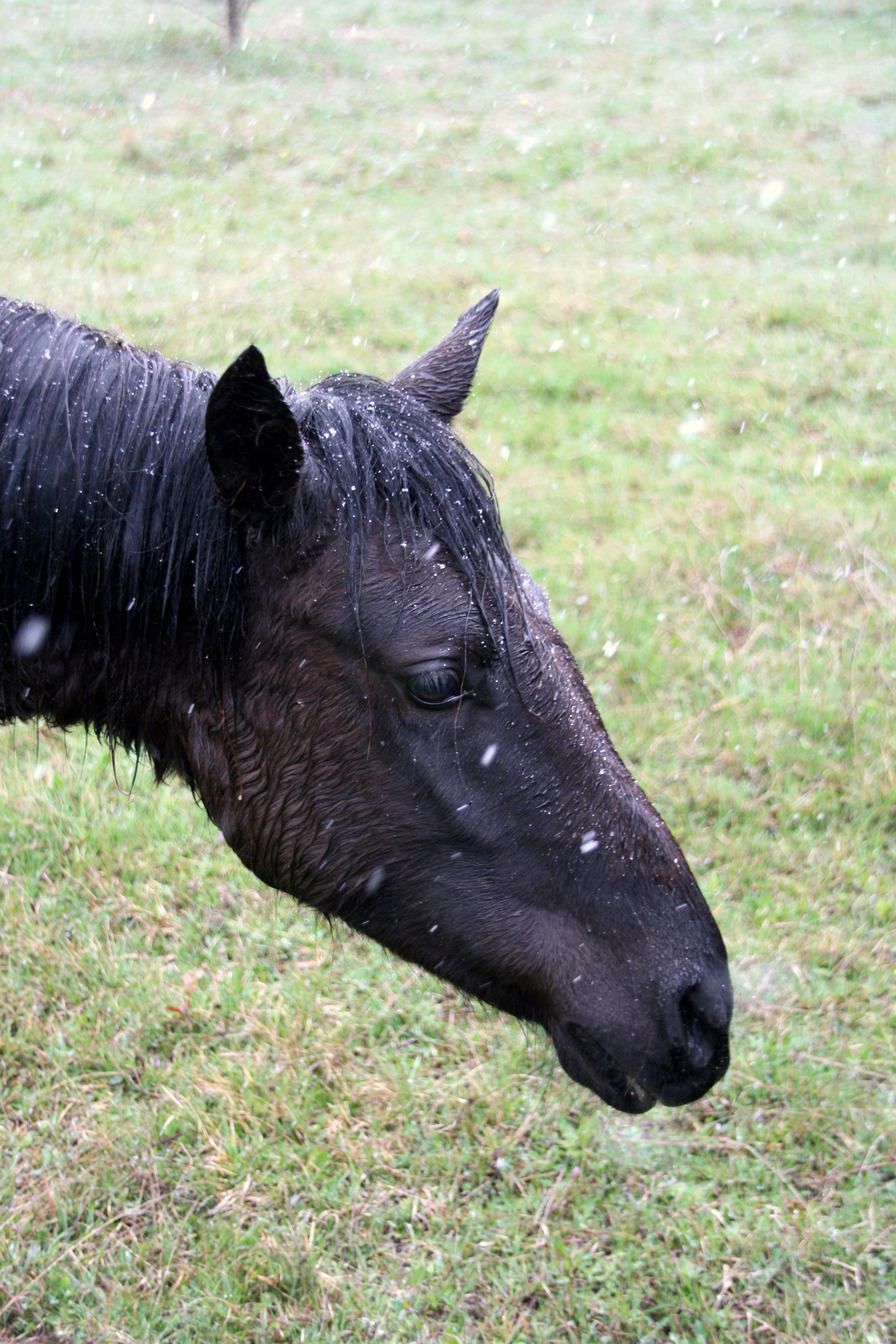
Profil droit.
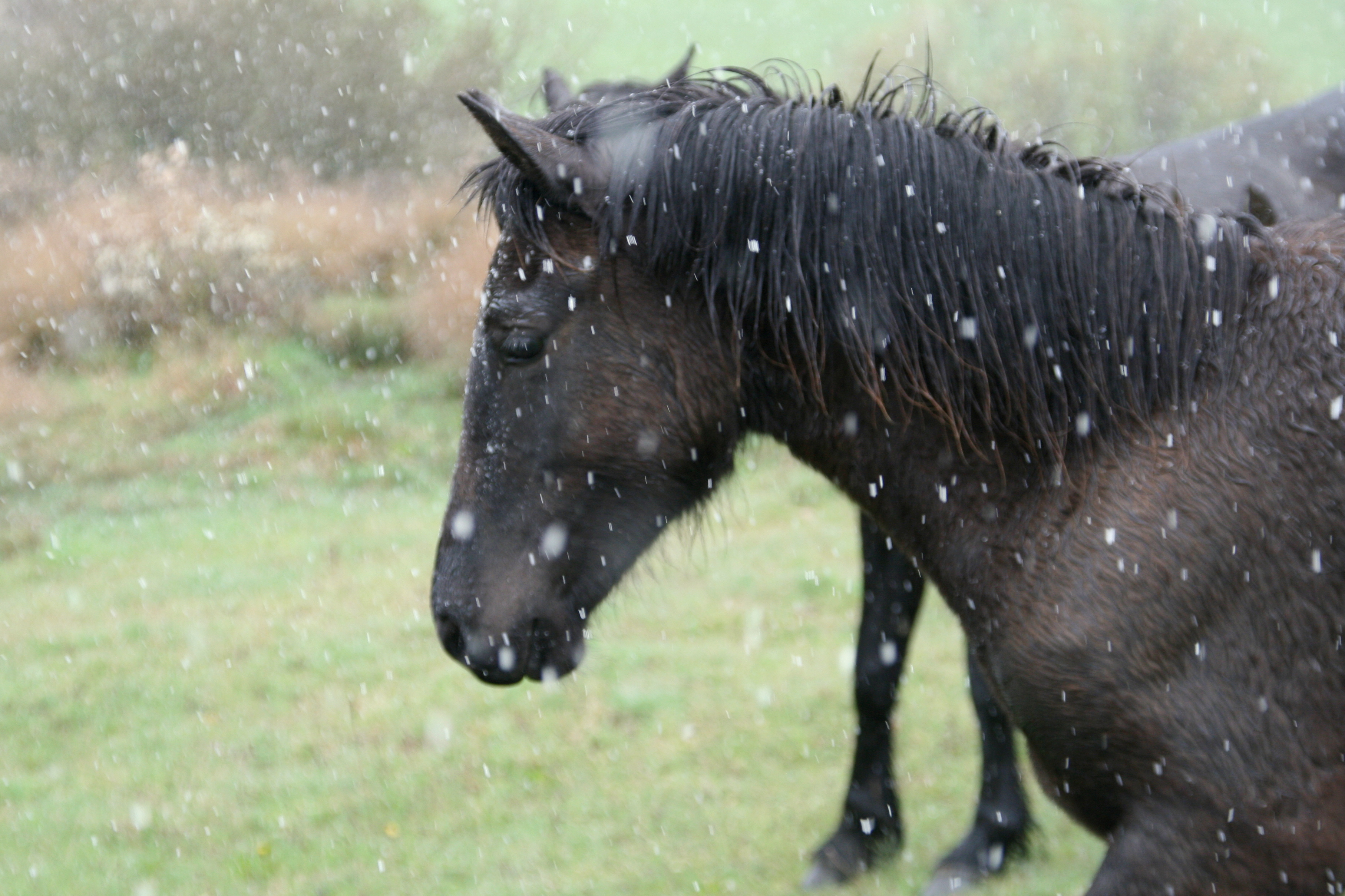
Profil gauche.

De base large, l’encolure s'affine au niveau de la tête,. Le garrot est sorti. Le dos et le rein sont larges et la croupe saillante.
La queue est attachée haut. Les membres sont fins. Le pied est très petit.
La peau est fine, particulièrement au niveau de la tête dont les vaisseaux sanguins peuvent devenir apparents. Les crins, crinière et queue, sont longs et très abondants, particulièrement en hiver où ils permettent à ces poneys de résister au froid. Jusqu'à l'âge de deux ans, les poulains présentent un pelage grossier, qui mue ensuite.

### Robe
La robe est généralement de couleur noire et unie,. Elle présente des reflets roux au soleil,. Les marques blanches sont autorisées seulement si leur taille est réduite. 
L'immense majorité des poneys Losino est génétiquement de robe noire homozygote.

### Tempérament et entretien

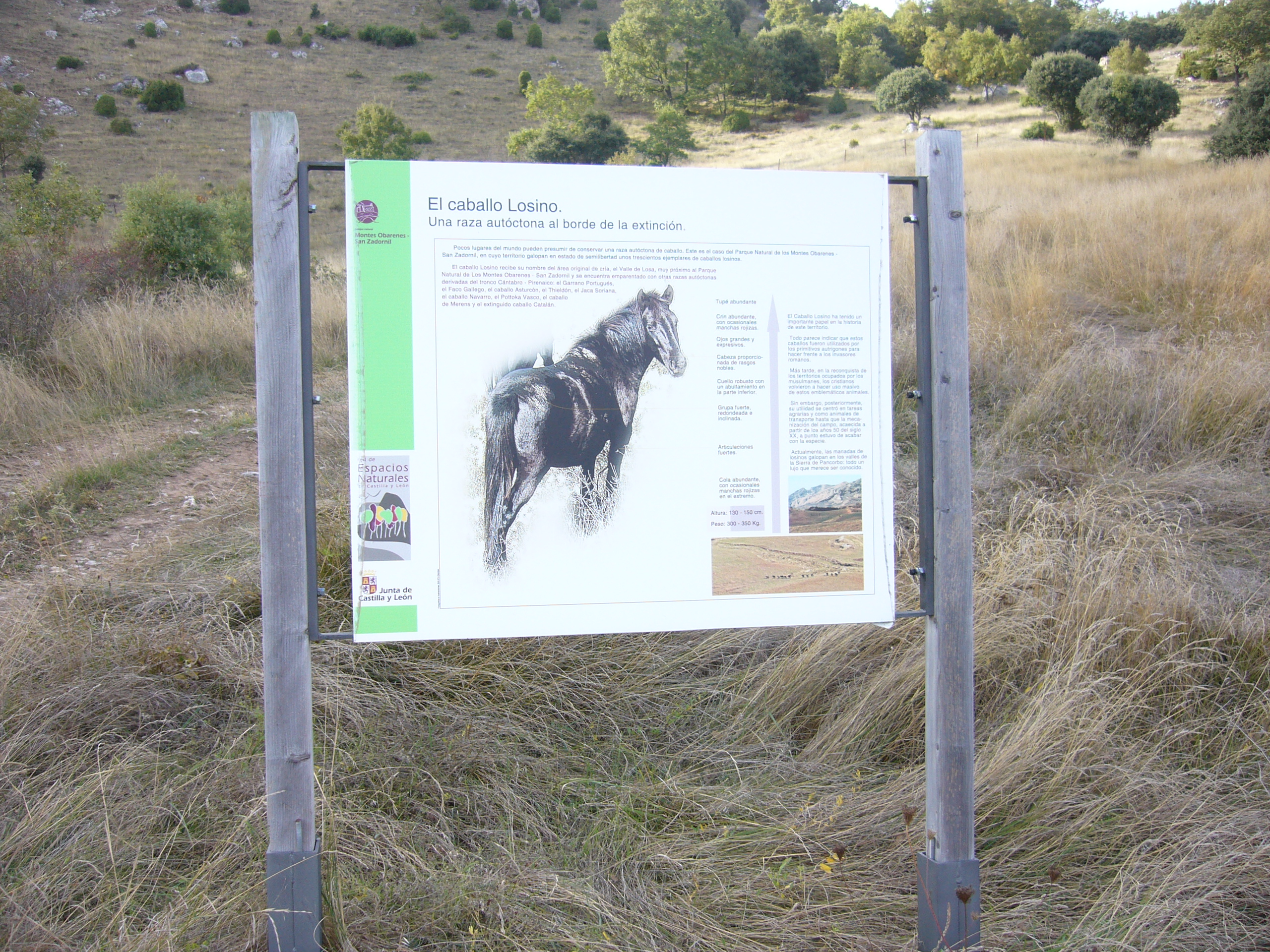
Panneau d'information sur la sauvegarde de la race.

Facile à élever, le Losino est rustique, fertile et résistant aux maladies,. C'est un cheval de montagne, au pied sûr, réputé doux et peu émotif. Son biotope se trouve à une altitude de 600  à   1 450 m, dans des montagnes soumises aux attaques de loups. 
La majorité des chevaux de cette race sont élevés en liberté absolue. Les Losinos vivent en groupes sociaux nommés bandes (bandas) ou troupeaux (manadas), avec la plupart du temps un mâle adulte, plusieurs femelles, et leurs petits de moins de trois ans,. Ces troupeaux comportent habituellement de 6 à 10, voire 16 individus. Des relations de dominance se mettent en place au sein de ces troupeaux, ainsi que de la communication visuelle, tactile et olfactive. Avec l'apparition de la maturité sexuelle, avant 3 ans, le poulain est chassé de son groupe,. Le premier poulinage des femelles survient en moyenne à 40 mois, la lactation des juments durant environ 170 jours, le poulinage ayant généralement lieu au milieu du printemps. L'espérance de vie productive est d'environ 20 ans. Le manque de nourriture dans les montagnes conduit ces chevaux à parcourir de vastes distances pour se sustenter. Leur gestion implique que deux à trois cavaliers doivent rassembler chaque troupeau dans un corral en cas de besoin. Ce rassemblement est reconduit chaque année pour prodiguer des soins.

### Sélection
Il existe deux organismes de sélection de cette race de chevaux. L'une est la Asociación Nacional de Criadores de Caballo Losino (ANCCL). L'autre est la Asociación de Criadores de Caballo Losino, El Bardojal, qui regroupe 5 éleveurs associés (en 2003) pour 144 chevaux.
L'élevage s'effectue en race pure. Comme chez toutes les races animales à faibles effectifs, la gestion de la consanguinité est une problématique majeure. Les éleveurs doivent planifier les accouplements afin d'éviter d'augmenter cette consanguinité. Les analyses génétiques réalisées au début des années 2000 par le Dr Jesús María Martínez-Sáiz montrent une diversité génétique moyenne à élevée, ainsi qu'une proximité avec les races du Paso Fino, du Quarter Horse et du Chilote, ce qui pourrait s'expliquer par une contribution génétique des ancêtres du Losino lors d'exportation de chevaux vers les Amériques.

## Utilisations
Il est utilisé en équitation sur poney pour les jeunes,,. C'est aussi une monture de randonnée équestre, notamment en montagne,. Enfin, le Losino peut être attelé à un véhicule léger,,. 
En 2005, une étude socioéconomique est menée afin de diversifier les usages de cette race et d'assurer sa sauvegarde. Elle préconise, en plus des deux activités précédemment citées, d'utiliser le Losino dans le tourisme rural, les sports équestres et les travaux agricoles légers. Bien qu'il soit surtout utilisé comme cheval de selle, en 2005, 17,7 % des propriétaires de Losino les utilisent dans le secteur du tourisme rural.
De fait, ce cheval est aussi employé en équithérapie et comme brouteur écologique en écopastoralisme. Enfin, il est croisé avec des ânes pour donner des mulets et des bardots.
À l'abattage, le rendement en viande de la carcasse est d'environ 195 kg.

## Diffusion de l'élevage

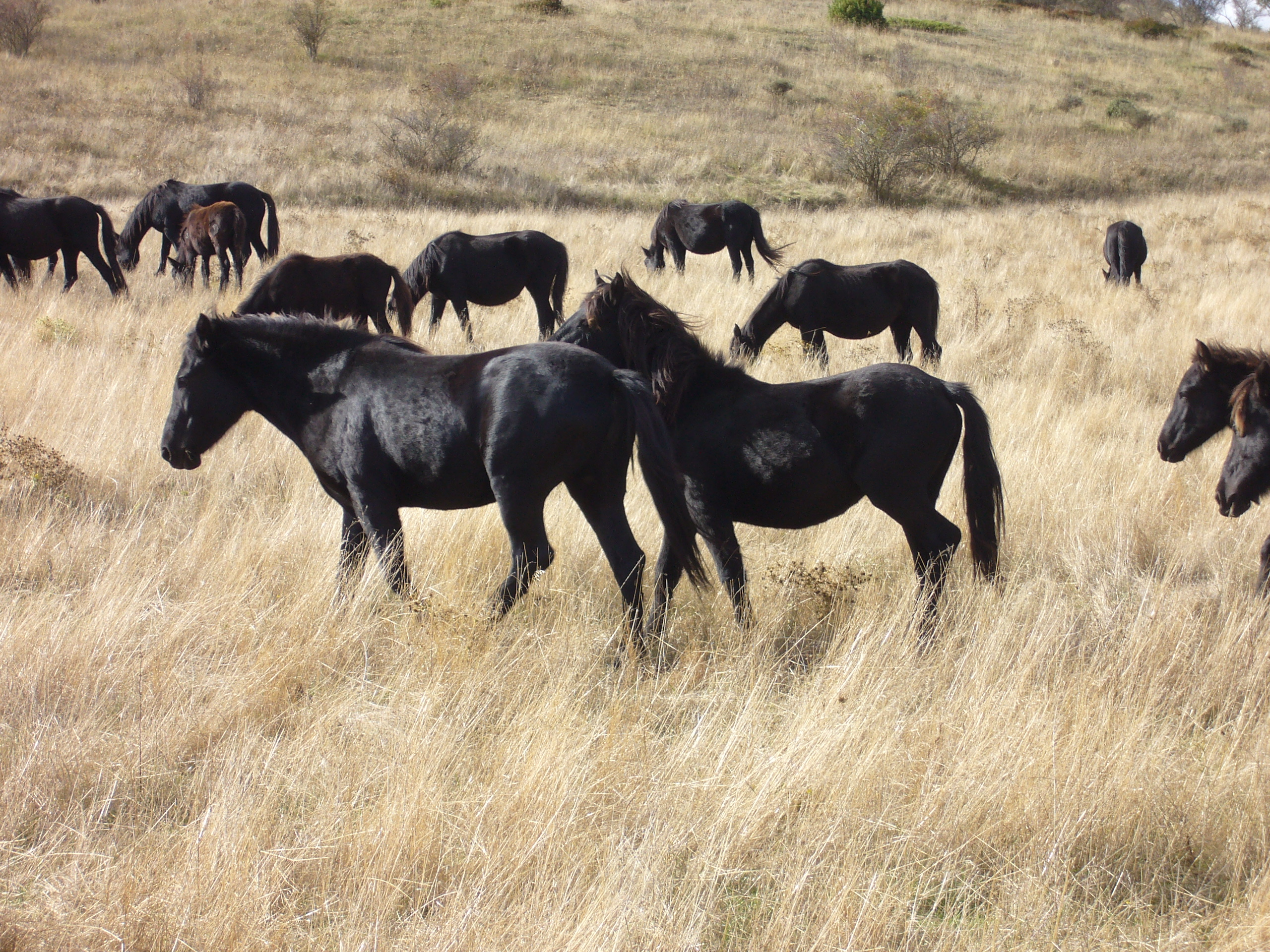
Groupe de poneys Losino.

À l'époque de son extension maximale, le Losino se trouvait dans toute la vallée de la Losa et un peu partout en Espagne ; en 2005, son élevage se cantonne à Pancorbo et Quincoces de Suso (es). Selon les résultats d'un sondage sur les éleveurs de cette race publié en 2005, les troupeaux de Pancorbo comptent environ 300 chevaux qui vivent en liberté dans la montagne ; ceux de Quincoces comptent 150 chevaux qui vivent en vallée.
Le Losino fait partie des races autochtones espagnoles en danger d'extinction,, étant propre au Nord-est de la région de Burgos en Castille-et-León,. Il est l'une des deux races de chevaux élevées dans cette région, avec l'Hispano-Bretón. L'Organisation des Nations unies pour l'alimentation et l'agriculture (FAO) classe le Losino comme cheval feral, c'est-à-dire vivant majoritairement à l'état sauvage.
D'après le sondage de 2005, 60 % des éleveurs ont seulement un ou deux chevaux de cette race, pour 16,7 % qui en possèdent plus de dix. 73,33 % élèvent ce cheval avec d'autres espèces domestiques, en particulier des vaches laitières. Enfin, 33,3 % des éleveurs ne proviennent pas du secteur agricole et détiennent ces chevaux pour un usage de loisir.
| Année                          | 1986 | 1999  | 2001 | 2005  | 2010 | 2015 | 2020 | 2023 |
| ------------------------------ | ---- | ----- | ---- | ----- | ---- | ---- | ---- | ---- |
| Estimation du nombre de Losino | ~ 30 | ~ 200 | 169  | ~ 200 | 668  | 772  | 835  | 965  |

En 2013, le nombre de Losino recensé selon CABI est de 273 ; le cheptel atteint les 965 têtes en 2023 selon DAD-IS.